# Halticus intermedius
Halticus intermedius är en insektsart som beskrevs av Philip Reese Uhler 1904. Halticus intermedius ingår i släktet Halticus och familjen ängsskinnbaggar. Inga underarter finns listade i Catalogue of Life.